# Людвиг Карл Франц Леопольд Гогенлоэ-Вальденбург-Бартенштейнский
Владетельный князь Людвиг Карл Франц Леопольд Гогенлоэ-Вальденбург-Бартенштейнский (нем. Ludwig Carl Franz Leopold zu Hohenlohe-Waldenburg-Bartenstein; 15 ноября 1731[…], Зиген, Вестфалия — 14 июня 1799[…], Клайнхойбах, Нижняя Франкония) — суверенный правитель княжества Гогенлоэ-Бартенштейн (1763—1799). Наиболее известен активной помощью, которую оказал французским эмигрантам-роялистам в ходе Великой французской революции.

## Биография
Родился в 1731 году. Выходец из католической ветви рода Гогенлоэ. Сын графа (с 1744 года — князя) Карла Филиппа Гогенлоэ-Бартенштейнского (1702—1763) и его жены Софии Фридерики, урождённой принцессы Гессен-Гомбургской (1714–1777), внучки известного бранденбургского (прусского) генерала, ландграфа Фридриха Гессен-Гомбургского. Старший брат Йозефа Кристиана Франца Гогенлоэ-Вальденбург-Бартенштейнского (1740—1817), князя-епископа Бреслау.
Будучи правителем Гогенлоэ-Бартенштейна, его отец, сам ранее «пострадавший» от разделов наследства со своими младшими братьями, принял закон о примогенитуре, согласно которому все основные его владения мог унаследовать только старший сын. Гогенлоэ-старший также добился повышения статуса своего наследственного владения с графства до княжества, и заказал масштабные перестройки замка Бартенштейн и окружающего его одноименного посёлка, которые доверил итальянскому выходцу, архитектору Андреа Галассини. В последние годы старый князь «торговался» с сыном, который в статусе наследного принца жил в городе Шиллингсфюрсте, требуя, чтобы тот дал письменное согласие, чтобы все работы, производимые архитектором Галассини по проектам, утверждённым Гогенлоэ-старшим, были бы доведены до конца, на что сын, под угрозой потери наследства, был вынужден согласиться.
Воцарившись, после смерти отца (1763), в столице своего небольшого владения — Бартештейне, Людвиг Карл действительно профинансировал работы Галассини, включая перестройку в стиле барокко нескольких городских ворот, строительство увеселительного павильона в замковом парке, работы по отделке домовой церкви и помещений замка, которая также получил барочный вид, а также работы по благоустройству самого посёлка Бартенштейн и его окрестностей, которые собственно и составляли основную  территорию княжества.
Карл Людвиг и сам много сделал для Бартенштейна. Вскоре после своего воцарения, он даровал своей столице статус города и связанные с этим привилегии. На свои средства содержал оркестр и выстроил театр (существовал в 1765—1817 годах), где придворные певцы и музыканты еженедельно давали по два публичных представлениях. Репертуар был весьма современным для своего времени: ставилась, например, «Волшебная флейта» Моцарта, незадолго перед тем написанная. Когда в 1766 году княжество пострадало от засухи, а реки обмелели, что вывело из строя городские водяные мельницы, князь распорядился построить ветряную мельницу в самом высоком месте своего сада, чтобы молоть муку для горожан. 29 принадлежавших ему лично виноградников на склонах окрестных гор, князь раздал горожанам для выращивания картофеля — передовой на тот момент сельскохозяйственной культуры. Ежегодно проводилась большая ярмарка.
Впрочем, Карл Людвиг не был вполне свободен от предрассудков, был склонен к дискриминации. Ревностный католик, он оказывал преимущественное покровительство подданным-католикам, и предоставлял им привилегии в своих землях, чтобы сократить удельный вес подданных-протестантов. В XVIII веке, когда всё это происходило, религиозные страсти времён Реформации, бушевавшие в Германии до середины предыдущего, XVII столетия, давно уже улеглись и такое поведение для правителя не считалось социально обязательным. Карл Людвиг заботился об образовании своих подданных, однако решал проблему образования в сугубо-католическом ключе. Так, в Унтер-Грёнингене, поблизости от ещё одной своей резиденции, он построил католическую школу.
В целом, большая часть правления Карла Людвига (1760-е — 1780-е годы) осталась своего рода «золотым веком» в сознании подданных княжества, численность которых за это время возросла до более чем тысячи мужчин — домовладельцев и налогоплательщиков (что эквивалентно 6-8 тысячам человек населения, с учётом членов семей). 
Однако Карл Людвиг так бы и остался уважаемым правителем сугубо местного масштаба, если бы не Французская революция. Когда в начале 1790-х годов тысячи аристократов, дворян и священников вынуждены были покинуть Францию, практически при всех дворах Европы им выражали сочувствие (а нередко снаряжались и целые армии, с надеждой на то, что с лёгкостью удастся урвать кусок от революционно-французского пирога), но мало кто был готов деятельно помогать самим изгнанникам, лишившимся при отъезде из странны всего имущества, и позаботиться об их повседневных нуждах.
В таких обстоятельствах князь Карл Людвиг распахнул двери своих замков для всех беженцев из Франции. В его резиденциях: Бартенштейне и Унтер-Грёнингене останавливались практически все основные представители французской эмиграции, вплоть до «короля эмигрантов» Людовика XVIII. Во владениях князя Гогенлоэ разместились войска армии принца Конде, сформированной из эмигрантов-роялистов для борьбы против революционной Франции. Там же скончался влиятельный священник и изгнанник, отец Николя Борегар, духовник короля Людовика XVI. 
Хотя помогая такому числу людей, Карл Людвиг рисковал подорвать экономику княжества, он пошёл еще дальше и начал формирование из местных жителей пехотного полка своего имени (полка Гогенлоэ), который должен был поступить на усиление армии Конде. Формирование полка шло трудно, поскольку ресурсов княжества не хватало, и новобранцев приходилось вербовать за деньги в соседних государствах. Тем не менее, полк Гогенлоэ, был сформирован, доведён до численности 900 человек личного состава и поступил на усиление армии Конде, как и было обещано. Командовал полком сын Карла Людвига, Людвиг Алоизий.
Князь Карл Людвиг скончался в 1799 году в результате несчастного случая: его карета перевернулась и разбилась на горной дороге. Он был похоронен в крипте церкви францисканского монастыря Энгельберг, расположенного сравнительно недалеко от его владений (надгробие сохранилось). Его сына, Людвига Алоизия, король Франции Людовик XVIII, после того, как в 1814 году вернул себе престол, сделал маршалом Франции, пожаловал имениями и землями, щедро отблагодарив его тем самым и за гостеприимство отца, и за его собственную службу.

## Личная жизнь и семья
Еще в бытность наследным принцем, Людвиг Карл Гогенлоэ женился на принцессе Жозефе Фридерике Поликсене Александрине, урождённой графине Лимбург-Штирум (1738—1798). Их свадьба состоялась в 1757 году. 
В этом браке родилось двое сыновей и пять дочерей. Старшим сыном был уже упомянутый Людвиг Алоизий (1765—1829), а младшим — Карл Йозеф (1766—1838), который сперва вместе со старшим братом служил в полку Гогенлоэ, затем последовательно считался сюзереном двух мизерных владений — сперва Оберброна в Эльзасе, который он получил в наследство от бабки по матери и который был позже аннексирован французами, а затем — Ягстбергом, который он получил от французов в качестве «компенсации» за утраченный Оберброн. В конце жизни Карл Йозеф признал себя подданным короля Вюртембергского, после чего состоял генерал-лейтенантом королевской армии и пожизненным членом верхней палаты вюртембергского парламента (где, однако, никогда не бывал). Из пяти дочерей Людвига Карла, старшая, София Каролина Йозефа Филиппина Мария Анна Лючия (1758—1836) была канониссой в нидерландском Торне, откуда её в 1794 году изгнали революционеры. Скончалась в Риме и была похоронена там же на немецком кладбище.